# Vincarje
Vincarje – wieś w Słowenii, w gminie Škofja Loka. W 2018 roku liczyła 152 mieszkańców.